# Шистовиці
Шистовиці (пол. Szystowice) — село в Польщі, у гміні Грабовець Замойського повіту Люблінського воєводства.
Населення — 257 осіб (2011).
У 1975-1998 роках село належало до Замойського воєводства.

## Демографія
Демографічна структура станом на 31 березня 2011 року:
|          | Загалом | Допрацездатний вік | Працездатний вік | Постпрацездатний вік |
| -------- | ------- | ------------------ | ---------------- | -------------------- |
| Чоловіки | 130     | 25                 | 81               | 24                   |
| Жінки    | 127     | 21                 | 63               | 43                   |
| Разом    | 257     | 46                 | 144              | 67                   |